# Codeanywhere
Codeanywhere est un IDE cloud multiplateforme (environnement de développement intégré) créé par Codeanywhere, Inc. Il permet aux utilisateurs d'écrire, de modifier, de collaborer et d'exécuter instantanément des projets de développement Web à partir d'un navigateur Web et de tout appareil mobile.
Codeanywhere est entièrement écrit en JavaScript. L'éditeur est basé sur CodeMirror et utilise des conteneurs OpenVZ pour ses environnements de développement (appelés DevBoxes). Codeanywhere est indépendant de la plate-forme, permettant à l'utilisateur d'exécuter du code dans les environnements de Codeanywhere appelés DevBoxes ou de se connecter à leurs propres machines virtuelles via le protocole SSH ou FTP et également de se connecter à Dropbox et Google Drive. Il prend en charge plus de 75 langages de programmation, dont HTML, JavaScript, Node.js, io.js, PHP, Ruby, Python.

## Création
En 2009 était publié PHPanywhere, le prédécesseur de Codeanywhere. Il s'agissait d'un client FTP basé sur le Web et d'un éditeur de texte, conçu pour PHP. Ce projet a par la suite été remplacé par Codeanywhere, le 22 mai 2013.
Codeanywhere a ensuite collecté 600 000 $ auprès de World Wide Web Hosting le 15 juillet 2013.

## Développements récents
Avant la version 6, Codeanywhere utilisait une application mobile permettant l'édition de code. En août 2017, Codeanywhere a lancé une nouvelle application qui prend en charge des fonctionnalités complètes pour les clients, non seulement un éditeur de code mobile de base, qui est devenu un IDE mobile exploitable sur les appareils Android.

## Utilisation pédagogique
Les utilisateurs de Codeanywhere passent moins de temps à installer et configurer un IDE pour différents langages de développement, en comparaison avec l'utilisation d'un IDE installé en local. De plus, les utilisateurs de Codeanywhere peuvent écrire, compiler et déboguer leurs codes sur les serveurs de Codeanywhere au lieu de leurs propres ordinateurs, l'outil pouvant être utilisé sur des ordinateurs anciens ou peu performants.